# Chelonus foveolatus
Chelonus foveolatus är en stekelart som beskrevs av Niezabitowski 1910. Chelonus foveolatus ingår i släktet Chelonus och familjen bracksteklar. Inga underarter finns listade i Catalogue of Life.